# Hosties noires
Hosties noires, publié en 1948, est le deuxième recueil de poèmes publié par l'écrivain français et sénégalais Léopold Sédar Senghor.
Les thèmes abordés sont notamment ceux de l'expérience de la guerre, des camps de travail ou encore de l'éloge des soldats africains qui ont combattu pour la France pendant le Seconde Guerre mondiale. Quatre poèmes sur 18 sont directement consacrés aux tirailleurs sénégalais.

## Contexte d'écriture et parution

### Senghor pendant la Seconde Guerre mondiale
En 1939, Senghor est enrôlé comme fantassin de 2e classe dans un régiment d'infanterie coloniale. Il est affecté au 31e régiment d'infanterie coloniale, régiment composé d'Africains, malgré l'acquisition de la citoyenneté par Senghor en 1932. Le 20 juin 1940, il est arrêté et fait prisonnier par les Allemands à La Charité-sur-Loire. Il est interné dans divers camps de prisonniers (Romilly, Troyes, Amiens). Il est ensuite transféré au Frontstalag 230 de Poitiers, un camp de prisonniers réservé aux troupes coloniales.
Au total, Senghor passera deux ans dans les camps de prisonniers, temps qu'il consacrera à la rédaction de poèmes dont la plupart de ceux d'Hosties noires.

### Parution du recueil au Seuil en 1948
Au lendemain de la Seconde Guerre mondiale, il reprend la chaire de linguistique à l’École nationale de la France d'outre-mer qu'il occupera jusqu'à l'indépendance du Sénégal en 1960. C'est dans ce contexte qu'il fait publier au Seuil Hosties noires en 1948, trois ans après la parution de Chants d'ombre, son premier recueil.
En 1948, est également publié par un collectif formé par  Aimé Césaire, Léon-Gontran Damas, Birago Diop, David Diop, Jacques Rabemananjara l'Anthologie de la nouvelle poésie nègre et malgache.

## Structure de l'ouvrage
- Poème liminaire (dédié à Léon-Gontran Damas)
- Éthiopie
- Camp 1940
- Prière de paix

## Analyse

### Négritude
Avec ce recueil, Senghor souhaite réaliser un travail de mémoire au profit des soldats africains. Ainsi, les textes peuvent être lus comme un éloge funèbre qui souligne leurs valeurs humaines (dignité, courage, fraternité). De manière plus générale, on y retrouve une glorification de l'Afrique et de ses cultures. D'où la reconnaissance du recueil comme un jalon important du mouvement de la négritude.
Le livre, dès son titre, met en avant l'espoir de paix et de réconciliation au travers du pardon. Senghor qui a reçu une éducation chrétienne, utilise le mot hostie comme symbole du sacrifice du Christ. L'expression d'« hosties noires » peut alors être comprise comme une périphrase désignant les soldats africains en martyrs.

### Ginette et Félix Éboué
L'un des poèmes (« Au gouverneur Éboué »), écrit en 1942 à Paris, est dédiée à Félix Éboué dont Senghor épouse la fille, Ginette, en 1946.

### Massacre de Thiaroye
Le poème Tyaroye fait directement référence au massacre de Thiaroye (orthographié Tyaroye par Senghor), lorsque des troupes coloniales et des gendarmes français ont tiré sur des tirailleurs sénégalais, anciens prisonniers de la Seconde Guerre mondiale récemment rapatriés, qui manifestaient pour le paiement de leurs indemnités et le versement du pécule qui leur était promis depuis des mois.

« Prisonniers noirs je dis bien prisonniers français, est-ce donc vrai que la France n’est plus la France ?
Est-ce donc vrai que l’ennemi lui a dérobé son visage ?
Est-ce vrai que la haine des banquiers a acheté ses bras d’acier ?
Et votre sang n’a-t-il pas ablué la nation oublieuse de sa mission d’hier ?
Dites, votre sang ne s’est-il mêlé au sang lustral de ses martyrs ?
Vos funérailles seront-elles celles de la Vierge espérance ? »

— Tyaroye. Paris, décembre 1944.

## Éditions
- Hosties noires, poèmes, Seuil, 1948
- Hosties noires, Œuvre poétique, Seuil, coll. « Points Essais », 1990

- Hosties noires (regroupe Prière de paix et Élégie pour Martin Luther King), lithographies de Nicolas Alquin, Les Bibliophiles de France, 2006